# Cielo Único Europeo

Mapa de bloques funcionales del espacio aéreo en el Cielo Único Europeo
NEFAB
FAB DK-SE
FAB UK-IRL (Reino Unido no pertenecería al Cielo Único porque ya no es un Estado de la Unión)
Baltic FAB
FABEC
FAB CE
SW FAB
Danube FAB
Blue Med

El Cielo Único Europeo es una iniciativa de la Comisión Europea que persigue reformar el fragmentado sistema de gestión del tráfico aéreo en la Unión Europea (UE), con la misión principal de fusionar todos los espacios aéreos nacionales en uno solo y único. El plan consiste en toda una serie de actuaciones que se realizan en cuatro planos diferenciados (institucional, operativo, tecnológico y de control y supervisión) con el objetivo de satisfacer las necesidades futuras del espacio aéreo europeo en materia de capacidad, seguridad, interoperabilidad, eficiencia e impacto medioambiental. Aparte de la UE, se incluyen otros países como Noruega o Suiza.
Se espera que esto beneficie a todos los usuarios del espacio aéreo, garantizando la seguridad y la utilización eficiente de dicho espacio y el sistema de control de tráfico aéreo, dentro y fuera de la UE. La administración del espacio aéreo dejará de contar con fronteras nacionales, para pasar a utilizar los 'bloques funcionales de espacio aéreo', cuyos límites se diseñan con la máxima eficiencia como objetivo. Sin dejar nunca de lado la seguridad, el objetivo primario del Cielo Único Europeo es dar cabida al creciente tráfico aéreo en Europa, que ya no soporta el modelo de sectores aéreos actual.
El control de tráfico aéreo en la Unión Europea está en manos de los Estados miembros, en cooperación con Eurocontrol, una agencia intergubernamental que incluye a los países de la UE y otros del entorno.
El espacio aéreo europeo es de los más congestionados del mundo, y el sistema actual sufre de deficiencias, como la división en sectores siguiendo fronteras nacionales o los sectores para uso restringido a los militares incluso cuando podría no estar usándose.
En octubre de 2001, la Comisión Europea adoptó propuestas de cara a la creación del Cielo Único Europeo, para crear un ente regulador para el control de tráfico aéreo de la UE, Noruega y Suiza. Este ente regulador uniformizará el espacio aéreo superior europeo, eliminando las fronteras nacionales mencionadas previamente, para pasar a sectores que busquen eficacia, e integrará los sectores militares cuando su uso sea posible.
En junio de 2008, se adoptó una revisión de la regulación del Cielo Único Europeo, denominada "SES-II" y enfocada en cuatro áreas:
1. Dar forma a la legislación existente del Cielo Único Europeo para dar respuesta a los problemas medioambientales y de rendimiento.
2. Proveer la tecnología futura a través del plan SESAR.
3. Extender la competencia de la Agencia Europea de Seguridad Aérea a aeródromos, control de tráfico aéreo y servicios de navegación aérea.
4. Mejorar la capacidad en tierra, implementando el ‘plan para la seguridad, eficiencia y capacidad aeroportuaria’.

## Exclusión de Gibraltar
España ha bloqueado la inclusión del Aeropuerto de Gibraltar en el Cielo Único Europeo.

## Fechas
- Noviembre de 2000 - establecimiento de la regulación SES.
- Junio de 2008 - Regulación SES-II adoptada.

## La erupción del Eyjafjallajökull
Tras la erupción del Eyjafjallajökull de 2010, se aceleraron los planes para integrar los sistemas de control aéreo nacionales, y la creación de un grupo de coordinación de crisis para dar mejor respuesta en el futuro a paralizaciones de tráfico aéreo.